# Willem Bloys van Treslong

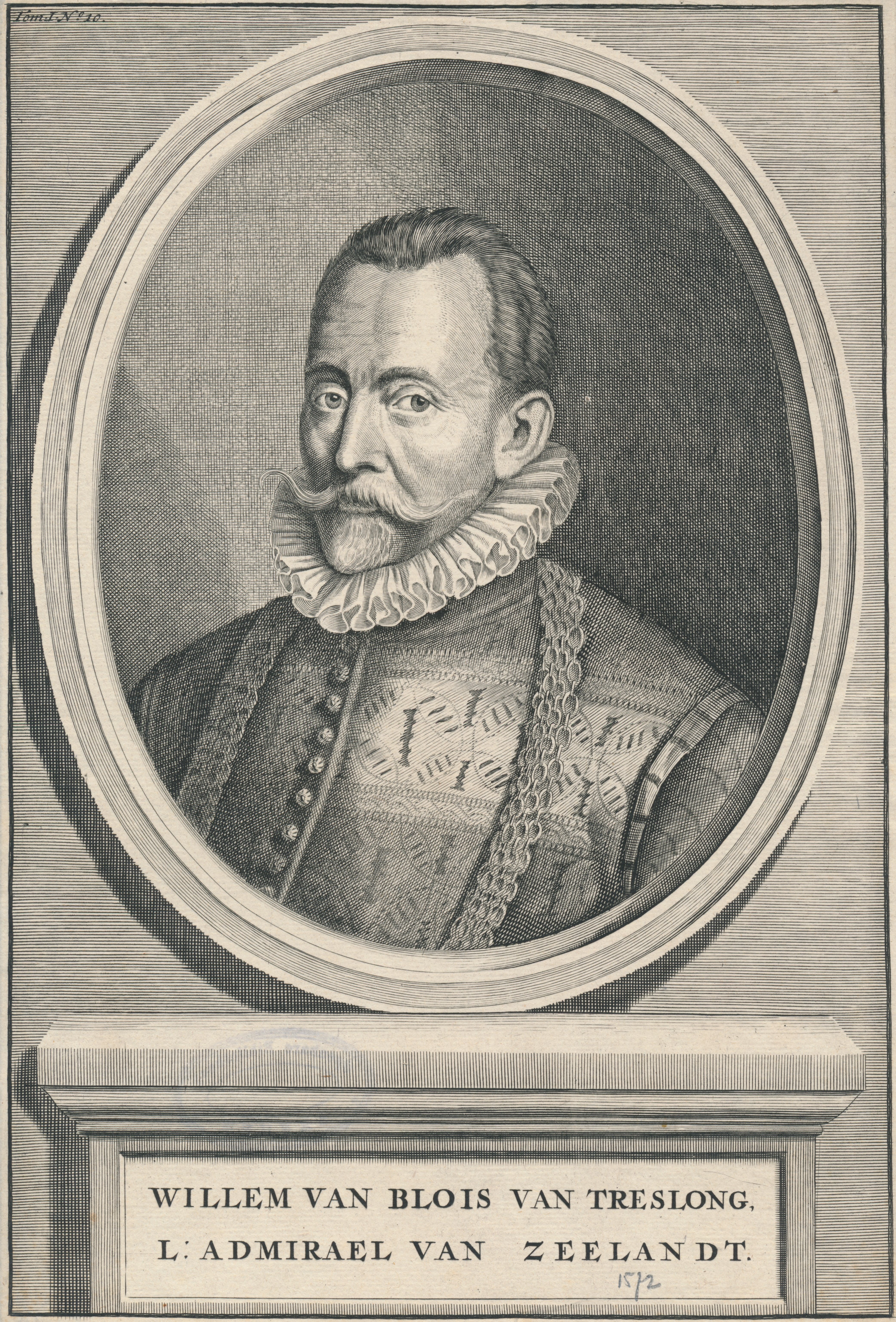
Willem Broys van Treslong

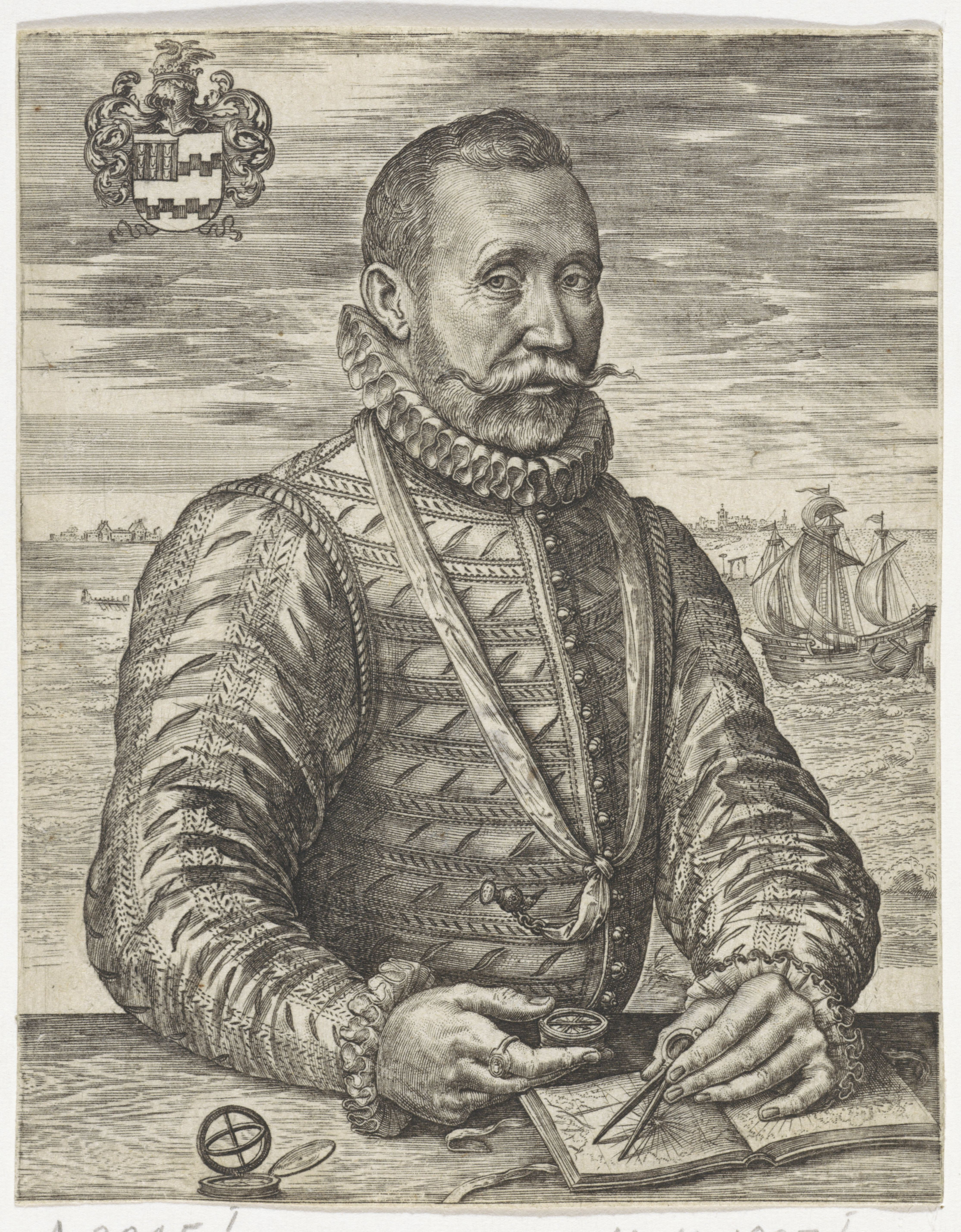
Willem Bloys van Treslong

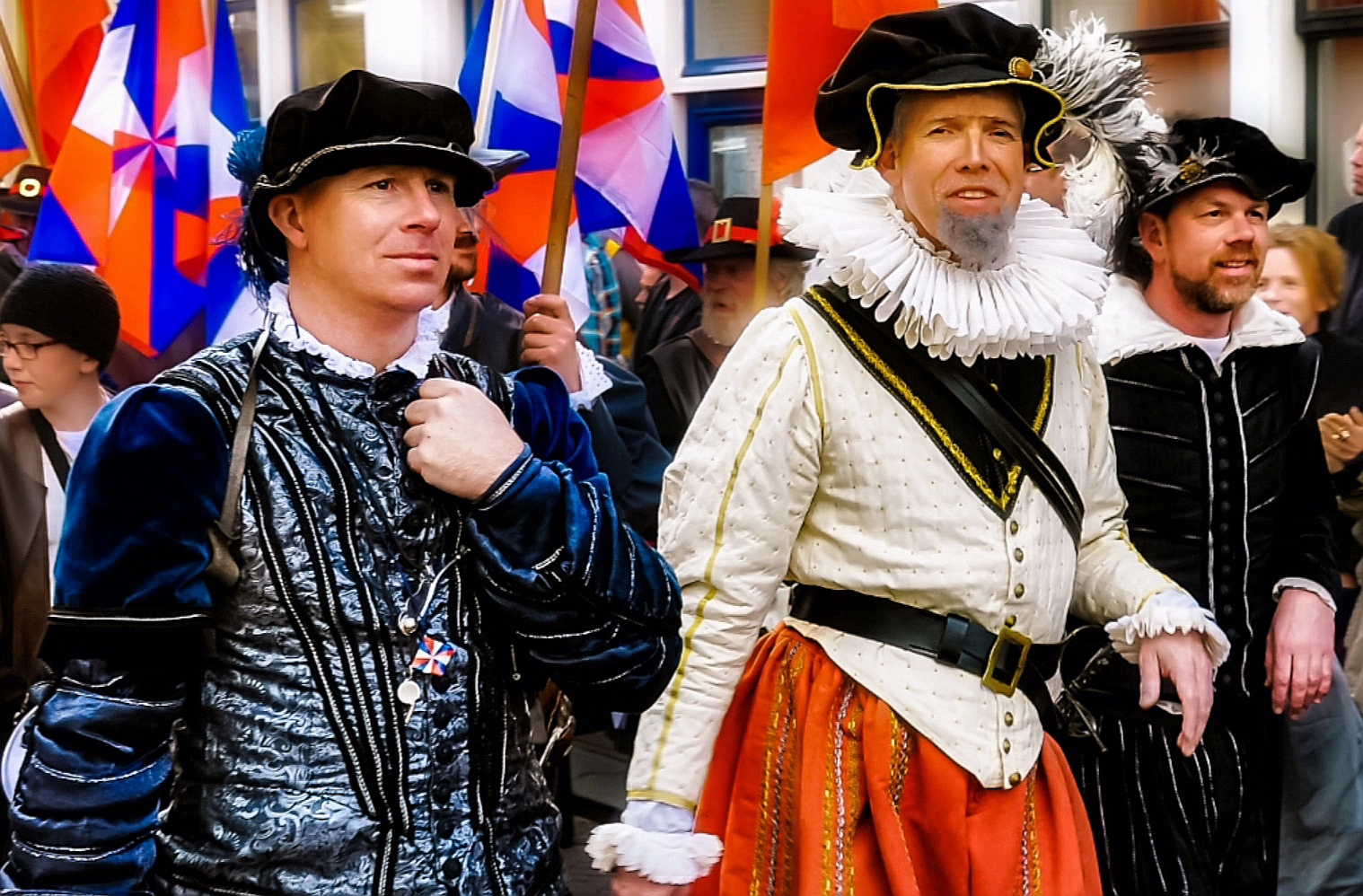
Historischer Umzug in Den Briel anlässlich der 540-Jahr-Feier der Eroberung von Brille am 1. April 2012. Die Anführer der Wassergeusen, Wilhelm II. von der Mark (Mitte), Willem Bloys van Treslong (links) und Lenaert Jansz de Graeff (rechts).

Willem Bloys van Treslong (* 1529 in Den Briel; † 17. Juli 1594 in Leiden) war ein Anführer der Wassergeusen und ein niederländischer Admiral.

## Leben und Werk
Willem stammte aus der Adelsfamilie Bloys van Treslong mit Besitzungen in Flandern, der Hennegau und Holland. Sein Vater war Amtmann (Baljuw) in Voorne.
Bloys van Treslong tat ab 1558 in der spanischen Flotte Dienst, gehörte aber 1566 zu den aufständischen Adligen, den Compromis des Nobles (Eidverbund der Adligen), die Margarethe von Parma eine Petition überreichten, was schließlich zum Beginn des Aufstands wurde. Er nahm auch 1568 an der Schlacht von Heiligerlee am Beginn des Achtzigjährigen Krieges teil und an der Schlacht von Jemgum (1568). Mit einem Kaperbrief von Wilhelm von Oranien rüstete er zwei Schiffe aus und schloss sich den Wassergeusen an. Im März 1572 lag er mit seinen festgefrorenen Schiffen bei der Insel Wieringen und wurde von vier Kompanien spanischer Soldaten angegriffen. Er entkam nur knapp und verlor sein Schwert, das danach in der Michaelskerk in Oosterland hing. Bald darauf im April eroberte er vereinigt mit Wilhelm II. von der Mark und Lenaert Jansz de Graeff Brielle (Den Briel). Ursprünglich waren sie auf dem Weg nach Texel, wo sie die spanische Flotte vermuteten und hörten auf dem Weg, dass Den Briel nicht von spanischen Truppen geschützt war. Im selben Jahr folgten die Eroberung von Veere, Steenbergen und Vlissingen (in letzterer Stadt stießen sie auf keinen Widerstand). 1573 wurde er Admiral von Holland und 1576 von Zeeland. 1585 kam es zu einem Konflikt mit der Admiralität von Zeeland über den Entsatz des belagerten Antwerpen und er wurde entlassen und saß sogar einige Zeit im Gefängnis im Middelburg. 1591 wurde er auf Vermittlung des Earl of Leicester entlassen. Seine letzten Jahre verbrachte er in Ruhe als Amtmann von Voorne und Groß-Falkner von Holland.
Er war mit Adriana van Egmond (um 1540–1587) verheiratet, mit der er einen Sohn hatte.